# Салетрос, Антон
Анто́н Я́нос Йо́нссон Сале́трос (швед. Anton Janos Jönsson Salétros; род. 12 апреля 1996, Стокгольм) — шведский футболист, полузащитник клуба «АИК» и сборной Швеции.

## Клубная карьера
Воспитанник клуба АИК. 31 августа 2013 года в матче против «Эфле» дебютировал в Аллсвенскан лиге. 25 апреля 2016 года в поединке против «Эльфсборга» забил свой первый гол за АИК.
Летом 2017 года на правах аренды перешёл в венгерский «Уйпешт». 26 августа в матче против «Балмазуйвароша» он дебютировал в чемпионате Венгрии. После окончания аренды вернулся в АИК.
Летом 2018 года Салетрос перешёл в российский «Ростов», подписав с контракт на четыре года. 5 августа в матче против столичного ЦСКА он дебютировал в РПЛ.

## Карьера в сборной
В 2013 году в составе юношеской сборной Швеции Салетрос занял третье место на юношеском чемпионате Европы в Словакии. На турнире сыграл в матчах против команд Швейцарии, Австрии, Словакии и России. В том же году Салетрос завоевал бронзовые медали юношеского чемпионата мира в ОАЭ. На турнире он сыграл в матчах против Японии, Гондураса, Ирака, Мексики, Аргентины и дважды Нигерии. В поединке против иракцев забил гол.